# Denis Scherbitskiy
Denis Scherbitskiy (en bielorruso: Дзяніс Шчарбіцкі; Minsk, 14 de abril de 1996) es un futbolista bielorruso que juega en la demarcación de portero para el F. C. Ural de la Liga Premier de Rusia.

## Selección nacional
Tras jugar con la selección de fútbol sub-17 de Bielorrusia y la sub-21, finalmente hizo su debut con la selección absoluta el 9 de junio de 2018 en un partido amistoso contra Finlandia que finalizó con un resultado de 2-0 a favor del combinado finés tras los goles de Jere Uronen y Moshtagh Yaghoubi.

## Clubes
| Club               | País        | Año       | Partidos | Goles |
| ------------------ | ----------- | --------- | -------- | ----- |
| F. C. BATE Borisov | Bielorrusia | 2016-2023 | 118      | 0     |
| F. C. Ural         | Rusia       | 2023-     |          |       |

## Palmarés

### Campeonatos nacionales
| Título                      | Club               | País        | Año  |
| --------------------------- | ------------------ | ----------- | ---- |
| Liga Premier de Bielorrusia | F. C. BATE Borisov | Bielorrusia | 2016 |
| Supercopa de Bielorrusia    | F. C. BATE Borisov | Bielorrusia | 2017 |
| Liga Premier de Bielorrusia | F. C. BATE Borisov | Bielorrusia | 2017 |
| Liga Premier de Bielorrusia | F. C. BATE Borisov | Bielorrusia | 2018 |
| Copa de Bielorrusia         | F. C. BATE Borisov | Bielorrusia | 2020 |
| Copa de Bielorrusia         | F. C. BATE Borisov | Bielorrusia | 2021 |